# هشام رضوان
هشام رضوان (انگلیسی: Hisham Radwan؛ زادهٔ ۴ فوریهٔ ۱۹۵۵) بازیکن والیبال اهل مصر بود.